# Dzmitryj Daŭhaljonak
Dzmitryj Aljaksandravitj Daŭhaljonak (ukrainska: Дзмітрый Аляксандравіч Даўгалёнак, ryska: Дмитрий Довгалёнок: Dmitrij Dovgaljonok), född den 14 december 1971 i byn Mhljo i Smolevitji rajon i Minsk oblast i Vitryska SSR i Sovjetunionen (nu Mhljo i Smaljavitjy rajon i Minsks voblast i Belarus), är en belarusisk kanotist.
Han tog OS-guld i C-2 500 meter i samband med de olympiska kanottävlingarna 1992 i Barcelona.